# Вилхелмсхафен
Вилхелмсхафен (њем. Wilhelmshaven) град је у њемачкој савезној држави Доња Саксонија.

## Историја
На подручју где је касније основан град била је пиратска база, коју је Ханза уништила 1433. године. Краљ Прусије (а касније и Њемачке) Вилхелм I Немачки основао је Вилхелмсхафен 1869. као поморску базу за пруску флоту. У граду је основано бродоградилиште и велика лука за пруску, а касније и за њемачку ратну флоту.

## Географски и демографски подаци
Град се налази на надморској висини од 2 метра. Површина општине износи 106,9 km². У самом граду је, према процјени из 2010. године, живјело 81.411 становника. Просјечна густина становништва износи 761 становник/km². Посједује регионалну шифру (AGS) 3405000.

## Међународна сарадња
| Мјесто      | Држава               | Врста сарадње | Од    |
| ----------- | -------------------- | ------------- | ----- |
| Сочи        | Русија               | пријатељство  | 1998. |
| Норфок      | САД                  | партнерство   | 1976. |
| Данфермлајн | Уједињено Краљевство | партнерство   | 1979. |
| Виши        | Француска            | партнерство   | 1965. |
| Извор       |                      |               |       |

## Галерија
- Вилхелмсхафен око 1888. године
- Вилхелмсхафен око 1905. године